# Max Adler
Max Adler (Viena, 5 de enero de 1873-28 de junio de 1937) fue un sociólogo, jurista, político, filósofo, teórico socialista y profesor universitario austríaco, expatriado a Alemania. Era hermano del músico y esotérico Oskar Adler.
Al igual que Otto Bauer, desarrolló el concepto del austromarxismo. Fue uno de los líderes de la corriente del neokantismo que pretendía enlazar las teorías marxistas con las teorías kantianas. Redactó un código de ética socialista, en el cual introdujo el término Neuer Mensch ('nuevo ser humano').

## Algunas publicaciones

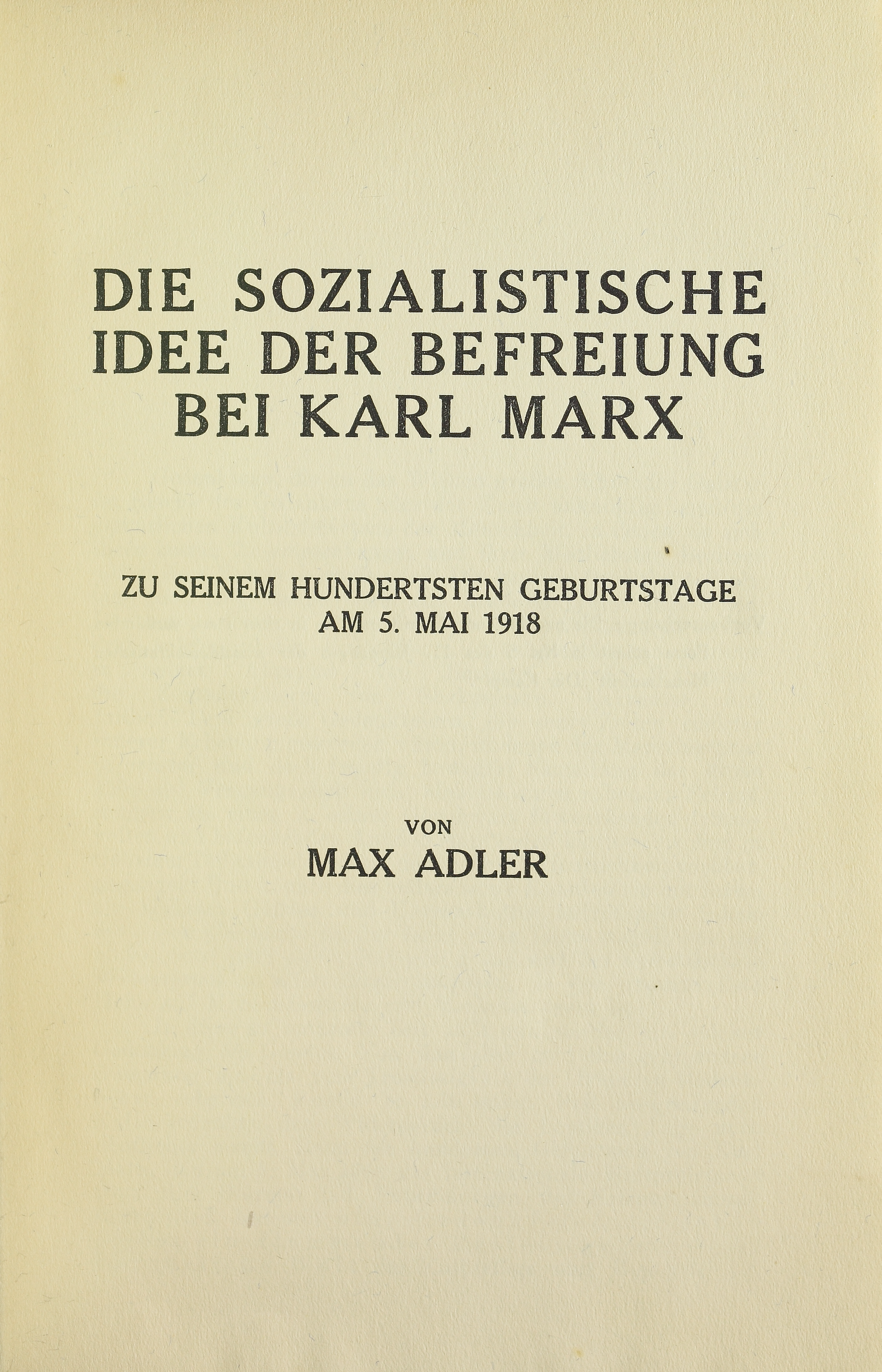
Sozialistische Idee der Befreiung bei Karl Marx, 1918

- Kausalität und Teleologie im Streite um die Wissenschaft (Causalidad y teleología en la disputa sobre la ciencia). Viena 1904
- Wegweiser. Studien zur Geistesgeschichte des Sozialismus (Señales. Los estudios sobre la historia intelectual del socialismo). Stuttgart: Dietz 1914
- Der Sozialismus und die Intellektuellen (El socialismo y los intelectuales). Viena 1910
- Festschrift für Wilhelm Jerusalem zu seinem 60 (Homenaje a Wilhelm Jerusalem por su sexagésimo aniversario). Geburtstag. Con contribuciones de Max Adler, Rudolf Eisler, Sigmund Feilbogen, Rudolf Goldscheid, Stefan Hock, Helen Keller, Josef Kraus, Anton Lampa, Ernst Mach, Rosa Mayreder, Julius Ofner, Josef Popper, Otto Simon, Christine Touaillon, Anton Wildgans. Viena / Leipzig: Verlag Wilhelm Braumüller 1915
- Demokratie und Rätesystem (Democracia y Sistema de Consejos). Viena 1919
- Die Staatsauffassung des Marxismus (El concepto del Estado del marxismo). Viena 1922
- Das Soziologische in Kants Erkenntniskritik (La sociología de la crítica kantiana del conocimiento). Viena 1924
- Kant und der Marxismus (Kant y el marxismo). Berlín 1925
- Politische und soziale Demokratie (Política y democracia social). Berlín 1926
- Lehrbuch der materialistischen Geschichtsauffassung (Libro de texto de la concepción materialista de la historia), 2 vols. Berlín 1930/31
- Das Rätsel der Gesellschaft (El misterio de la Compañía). Viena 1936